# Тальниковый водопад
Тальниковый (или Тальниковский) водопад — самый высокий водопад в России, а согласно некоторым утверждениям и в Азии. Расположен в Красноярском крае на плато Путорана (Среднесибирское плоскогорье) у южной границы Путоранского заповедника, недалеко от южного берега озера Дюпкун.
Водопад образовывается сезонным ручьём со столовой горы Трапеция, со сроком существования 1-2 месяца. Водопад каскадный, пятнадцатиступенчатый, высотой более 600 м.
Водопад рассматривается как место привлечения туристов, однако из-за отсутствия транспортной и гостиничной инфраструктуры подвоз и размещение туристов в этих местах крайне затруднены.

## Высота водопада
Первоначально в научно-популярной литературе сообщалось, что высота каскада в районе устья реки Тальниковой визуально оценивается в 600 метров. Инструментальные измерения водопада (с помощью теодолита) по инициативе автора книги «Географический калейдоскоп» Петра Кравчука произвела 7 сентября 1990 года экспедиция водно-спортивной туристической секции спортивного клуба «Сталь» при Днепропетровском металлургическом заводе. Экспедиция состояла из 8 человек, руководил ею мастер спорта СССР Борис Ильич Бабицкий. Согласно их измерениям, высота каскада водопада составляет 482 метра. Результат измерений был зафиксирован в книге Петра Кравчука «Рекорды природы».
Согласно данным независимого проекта-исследования «Тальниковый водопад: миф или реальность?», во время этой экспедиции был измерен другой водопад, а истинной высотой Тальниковского водопада следует считать 600-700 м. Более поздние источники также приводят высоту водопада в 600-700 м.